# Jolanda, la figlia del Corsaro Nero (film 1953)
Jolanda, la figlia del Corsaro Nero è un film del 1953, diretto da Mario Soldati, tratto dal romanzo omonimo di Emilio Salgari del 1905.
Il film è stato girato negli Studi Ponti-De Laurentiis.

## Trama
Raccolta all'età di due anni, in condizioni estreme, da una compagnia di zingari, Jolly è cresciuta tra loro, insieme a Sam, l'uomo che l'accompagnava e che l'ha successivamente educata alle arti militari, rendendola, nell'aspetto e nel portamento, molto simile ad un giovanotto. Un giorno, nei pressi di Maracaibo, i due intervengono in aiuto della scorta di Consuelo, figlia del conte di Medina, assalita da un gruppo di briganti. Gravemente ferito, in punto di morte, il tutore narra a Jolly delle sue origini. Il suo vero nome è Jolanda, figlia del conte di Ventimiglia, il leggendario Corsaro Nero, assassinato a tradimento da Van Guld, conte di Medina, che gli aveva poi affidato la bambina per sopprimerla. Le racconta anche dell'esistenza di un tesoro di famiglia.
Per vendicare la morte del padre, Jolanda, in compagnia dei fidi compagni di scorrerie del corsaro nero, Van Stiller e Agonia, si allea, alla Tortuga, col pirata Morgan, che, sotto le insegne inglesi, sta combattendo la Spagna. Ma la guerra volge al termine. Al momento della firma dell'armistizio, l'infido Van Guld, con uno stratagemma, riesce ad ottenere dal rappresentante inglese il consenso all'arresto e al processo dei pirati presenti a Maracaibo, tra cui il figlio di Morgan, Ralf, divenuto nel frattempo l'amante di Jolanda.
Ella, non avendo accettato di deporre le armi, si è, invece, sottratta alla cattura. Introdottasi nel palazzo dei Medina, riesce a raggiungere Consuelo che, ingannata dal suo sembiante maschile, se n'era follemente innamorata sin dal loro primo incontro, sei mesi prima. Così, non è difficile per Jolanda sequestrare la contessina e utilizzarla come mezzo di scambio per il rilascio di Ralf e dei pirati arrestati. Ma Van Guld tende l'ennesimo tranello e, sul luogo dello scambio, predispone un'imboscata. La giovane, catturata e torturata, non rivela l'ubicazione del tesoro. Intanto, Ralf e i suoi uomini sono assediati dagli armigeri spagnoli nel convento femminile di Santa Esperancia, presso cui ha sede un lazzaretto per i lebbrosi.
Una sortita permette a Van Stiller di raggiungere Henry Morgan che, per i meriti speciali ottenuti presso la corona inglese, si era sottratto all'arresto ed era stato posto sotto sorveglianza sulla sua nave. Informato del corso degli eventi, il pirata si risolve ad intervenire. La situazione si rovescia e, mentre in un ultimo tentativo di fuga il conte di Medina si ritrova alla deriva in una barca carica di lebbrosi, Jolanda e i suoi si impossessano del tesoro.

## Produzione
In conclusione di un periodo di inesauribile attivismo che lo portò a dirigere dieci film, tra il 1950 e il 1953, Mario Soldati realizzò "in simultanea", con la stessa troupe questo ed un altro film di argomento piratesco, I tre corsari, tratti ambedue da romanzi salgariani. Freschi reduci dalla Lux Film, cui rimase comunque la distribuzione del film, Carlo Ponti e Dino De Laurentiis, non largheggiarono certo in disponibilità: le scene navali dei due film furono girate su un'unica "mezza nave, inchiodata sulla spiaggia, a Palo Laziale, vicino al castello Odescalchi", in quella che poi sarà Marina di San Nicola, costringendo attori e comparse ad una certa cautela nelle scene belliche, per evitare di danneggiarla. Scoperta dai due in uno studio fotografico in Svezia, la protagonista May Britt fu presentata come la nuova Greta Garbo.

## Critica
Secondo Orio Caldiron, Mario Soldati si muove con disinvoltura e "sovrano divertimento" tra le pagine di Emilio Salgari, senza temere le critiche dei più accesi fan dello scrittore veronese all'"irriverenza della sua decostruzione" e - secondo Il Mereghetti - al suo approccio autoironico.